# Primo Cristo della Minerva

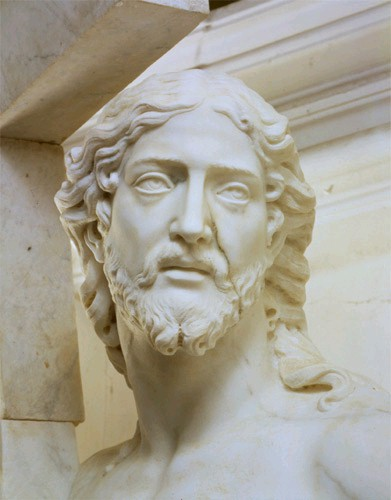
La "vena nera"

La presunta prima versione del Cristo della Minerva (nota anche come Cristo Giustiniani), è una statua marmorea attribuita a Michelangelo Buonarroti, realizzata nel 1514-1516 circa e oggi nella chiesa del monastero di San Vincenzo a Bassano Romano.

## Storia
Bernando Cencio, canonico della Basilica di San Pietro in Vaticano, Mario Scappucci, Pietro Paolo Castellano e Metello Vari commissionarono a Roma nel 1514 un Cristo risorto da collocare nella basilica di Santa Maria sopra Minerva. L'artista lavorò alla statua con solerzia, ma a realizzazione quasi ultimata una venatura nera comparve sul viso del Cristo, invalidando l'intera opera. L'artista, nel frattempo rientrato a Firenze, realizzò una seconda versione alla scadenza dei quattro anni previsti dal contratto, nel 1518, e la inviò a Roma nel marzo del 1520, ancora incompleta. A rimaneggiare l'opera in loco fu l'allievo Pietro Urbano; Michelangelo, sollecitato da Sebastiano del Piombo, non ritenne il lavoro di Urbano all'altezza, e tentò di sostituirlo in corso d'opera con il più capace Federico Frizzi; nuovamente insoddisfatto del lavoro finito, si offrì di scolpire una terza versione. Il Vari non volle aspettare oltre e accettò la seconda versione, chiedendo a compensazione il dono della prima versione non finita. Vari accolse l'opera con grandi onori e la sistemò nel suo giardino, dove nel 1556 fu vista da Ulisse Aldovrandi; in seguito se ne persero le tracce.
Nel tempo si fecero vari tentativi di ritrovare l'opera, tutti senza successo. Alessandro Parronchi (1973) sostenne ad esempio che l'opera potesse essere il San Sebastiano nella cappella Aldobrandini in Santa Maria Sopra Minerva, rielaborato da Nicholas Cordier; lo storico fornì anche un disegno ricostruttivo in cui il Cristo ha la mano destra alzata. Nel 2001 venne scoperto nel Monastero di San Vincenzo, a Bassano Romano, un Cristo portacroce ritenuto opera seicentesca derivata da Michelangelo. Durante un restauro venne alla luce una venatura nera sul volto, che suggerirebbe l'identificazione della scultura con l'originale michelangiolesco.
Secondo la documentazione ufficiale, la statua di Bassano Romano era stata acquistata nel 1607 dal marchese Vincenzo Giustiniani, mecenate e intenditore d’arte, che la ottenne a un modico prezzo. A causa dei rigidi dettami artistici della Controriforma, il marchese fece apportare alcune modifiche per coprire la nudità del Cristo e colmare alcune lacune; secondo alcune teorie, nelle modifiche fu coinvolto Gian Lorenzo Bernini. Nel 1644 il principe Andrea Giustiniani, successore del marchese, fece trasferire il Cristo Portacroce nella chiesa-mausoleo di famiglia, a Bassano Romano, dov’è visibile ancora oggi. In seguito alla sua riscoperta, la statua è stata esposta in diverse mostre, sia in Italia che all'estero, le più importanti a Berlino, Londra, in Messico o ai Musei Capitolini di Roma.

## Descrizione
La scultura ritrae Gesù trionfante dopo la sua resurrezione, assieme agli strumenti della sua Passione. Il Cristo, totalmente nudo, si abbandona con tutto il suo peso addosso alla croce, cingendola col braccio destro; essa ha dimensioni ridotte, poiché ha una funzione puramente simbolica. Tra le dita della mano destra stringe la corona di spine, i chiodi e la spugna, mentre con la sinistra regge un lembo della sindone, drappeggiata alle sue spalle, su uno spuntone di roccia che potrebbe richiamare il Santo Sepolcro.
Rispetto alla seconda versione, nella quale Cristo è impegnato in un'ardita torsione, qui assume una postura più morbida, che riprende canoni classici. Sebbene si possa apprezzare l'impostazione anatomica, più difficile è valutare il modellato e i dettagli, poiché verosimilmente la statua fu lasciata a uno stadio non-finito da Michelangelo, per essere completata solo in seguito da altri artisti.